# George Byrd

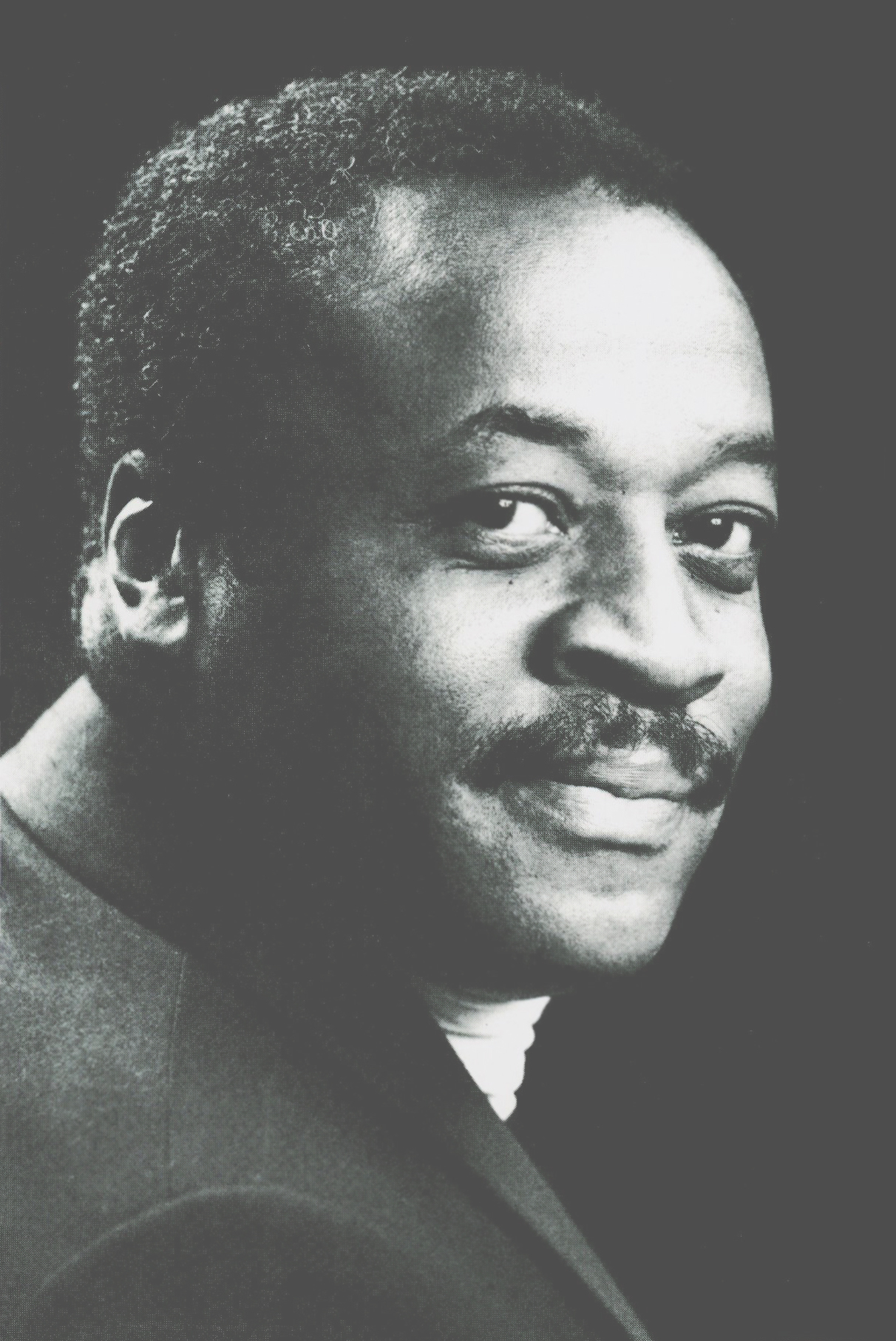
George Byrd, 1987

George Byrd (* 22. März 1926 in Anson County / North Carolina, USA; † 12. März 2010 in München) war ein US-amerikanischer Dirigent, der seit Mitte der 1980er Jahre seinen Wirkungsbereich vor allem in Deutschland hatte. Er sah sich als „Wahl-Münchner“.

## Künstlerischer Werdegang
1947 wurde George Byrd in die Juilliard School of Music in New York aufgenommen und begann mit seiner professionellen Musik- und Gesangsausbildung. Dort belegte er auch Sprachunterricht in Französisch, Deutsch, Italienisch und Spanisch. Trotz seines Talentes wurde er aus den Reihen seiner Kommilitonen wie auch Dozenten auf Grund seiner Hautfarbe diskriminiert. Um diesem Rassismus zu entfliehen, wechselte er 1951 zum Studium an das „Conservatoire de Paris de musique et de danse“.
Dort besuchte er Proben von Hans Knappertsbusch im „Théâtre des Champs-Élysées“ und sprach schließlich den Meisterdirigenten persönlich an. Dieser erkannte sein Talent und schrieb ihm eine Empfehlung, mit der Byrd nach München reiste und schließlich 1951 sein erstes Konzert mit den Münchner Philharmonikern im Herkulessaal gab. Es schlossen sich weitere Gastdirigate in Frankreich, Belgien, der Schweiz, Jugoslawien, England, Norwegen, Dänemark und Deutschland an und es folgten viele Aufnahmen beim Bayerischen Rundfunk, RIAS Berlin und NDR Hamburg.
1955 besuchte George Byrd den Meisterkurs von Herbert von Karajan in Luzern, den er bald mit Bravour abschloss. Es folgten ausgedehnte Gastdirigate in ganz Europa.
1963 litt George Byrd auch in Europa zunehmend unter der fortbestehenden Diskriminierung und sah sich nach einem anderen Betätigungsort um. Er schrieb an den letzten Kaiser von Äthiopien Haile Selassie und schlug ihm vor, ein dortiges Orchester aufzubauen. Nach längerer Vermittlung des äthiopischen Konsulats in Paris gründete er schließlich im Auftrag der UNESCO und auf Einladung der äthiopischen Regierung das „Ethiopian Symphony Orchestra“, das erste Symphonie-Orchester Schwarzafrikas, in Addis Abeba. Außerdem wurde ein Musikkonservatorium für Musik, Tanz und Folklore eröffnet. George Byrd blieb einige Jahre dort und unterrichtete. In dieser Zeit eignete er sich Kenntnisse der amharischen Sprache an.
1967 fungierte er als Dirigent beim „American Ballet Theatre“ in New York. 1970 dirigierte er erneut Konzerte mit den Münchner Philharmonikern. 1972 gab er Gastspiele in New York mit der „Symphony of the New World“.
1973 wurde George Byrd durch die Fulbright-Kommission und das US-Außenministerium an die Brasilianische Bundesuniversität in Salvador da Bahia berufen. Er übernahm die Leitung der Dirigentenklasse, zweier Meisterkurse, des Madrigalchors und eines jungen Opernensembles. Er blieb bis 1976 in Brasilien.
1977–1985 arbeitete er wieder in Europa als Dirigent bei führenden Orchestern in einer Vielzahl von Ländern. Ab 1984 gab er in mehr als 50 Städten der Bundesrepublik Gastdirigate. Es wurden beim WDR und Radio Bremen Aufnahmen produziert sowie bei der Swedish Radio Company in Göteborg. Im Rahmen der 750-Jahr-Feier von Berlin 1987 gab er gemeinsam mit der Dresdner Philharmonie in Berlin und Dresden mehrere Konzerte, die für Radio und Fernsehen aufgezeichnet wurden.

## Bedeutung

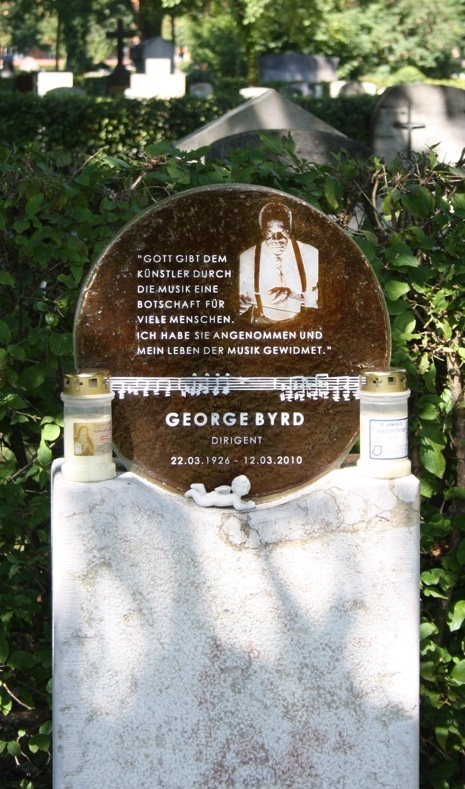
Das Grab von George Byrd auf dem Münchner Nordfriedhof

George Byrd war in den Konzertsälen des Europas der 1950er und 1960er Jahre anfangs vor allem auf Grund seiner Hautfarbe ein absolutes und viel diskutiertes Novum. Seine imposante Erscheinung jedoch, die ihm innewohnende vibrierende Energie sowie sein mitreißendes Temperament, gepaart mit dirigiertechnischer Disziplin und einem charmanten Lächeln, überzeugten sowohl Orchester als auch Publikum schnell. Meist erhielt er zur Anerkennung der suggestiven Wirkung und Plastizität, die seine Performance den (bis in die 1980er Jahre hinein insgesamt rund 80) von ihm dirigierten Symphonie-Orchestern verliehen hatte, standing ovations. Häufig wurde über ihn geschrieben, er hätte die Instrumente mit seinen klangschönen Interpretationen „erst wirklich zum Singen“ gebracht. Da er den Stoff „lebte“, hatte es für ihn absolute Priorität, ihn bis ins Detail zu beherrschen, wodurch für die Hörer eine deutlich spürbare Authentizität transportiert wurde.
Trotz seines Talents wurde er weiterhin wegen seiner Hautfarbe angefeindet, wodurch er sich jedoch nie entmutigen ließ. Seine pädagogischen Fähigkeiten ließen nicht nur europäische Orchester nach kurzen Proben über sich selbst hinauswachsen, sondern brachten auch sehr junge Orchester in Afrika und Südamerika zu hervorragenden Leistungen.
Gott gibt dem Künstler durch die Musik eine Botschaft für viele Menschen. Ich habe sie angenommen und mein Leben der Musik gewidmet." George Byrd

## Schauspielerische Aktivitäten
Byrd war auch als Schauspieler tätig. 1979 nahm er eine Rolle in Rainer Werner Fassbinders international erfolgreichstem Film Die Ehe der Maria Braun an. Hier spielte er den amerikanischen Soldaten Bill, der sich im Nachkriegsdeutschland in die vermeintliche Witwe Maria Braun (Hanna Schygulla) verliebt. 1984 stand Byrd erneut für die TV-Produktion Warten auf Beethoven über das Leben eines fiktiven Dirigenten vor der Kamera. Byrd’s Sohn Vincent Byrd Le Sage ist Schauspieler und Autor. Er lebt in Frankreich.

## Lebensabend
George Byrd sprach fließend Englisch, Französisch, Deutsch, Italienisch, Spanisch und Portugiesisch. Er, der im Zeichen der Mobilität der modernen Zeit sehr viele Länder bereist und dort gearbeitet hatte, fand seine Wahlheimat in München. Dort verbrachte er auch seinen Lebensabend im Stadtzentrum am Viktualienmarkt. Hier verstarb er am 12. März 2010 im Alter von 83 Jahren. Er fand seine letzte Ruhestätte auf dem Münchener Nordfriedhof. Der Grabstein ist ein Werk der Künstlerin Heidi Bayer-Wech.